# Ciento volando
Ciento volando es una película documental española de 2024, escrita y dirigida por Arantxa Aguirre. Está conducida por la actriz Jone Laspiur. Se estrenó en el Festival Internacional de Cine de San Sebastián el 22 de septiembre de 2024, y se estrenó en cines españoles el 10 de enero de 2025, con distribución de A Contracorriente Films.

## Trama
Jone Laspiur, una joven estudiante de Bellas Artes, se dirige al Peine del Viento en San Sebastián para encontrarse con la obra más emblemática de Eduardo Chillida. Se cumplen 100 años del nacimiento del escultor y ella se propone conocerlo a fondo. Intuye que va a descubrir cosas que la tocan de cerca, que tienen que ver no sólo con la historia del arte sino también con su propia identidad.

## Intervenciones[3]
- Jone Laspiur
- Ignacio Chillida
- Mikel Chillida
- Joaquín Montero
- Fernando Mikelarena
- Koldobika Jauregui
- Andrés Nagel
- Mireia Massagué
- Miguel Zugaza
- Ixiar Iturzaeta
- Jexuxmari Ormaetxea
- Nausica Sánchez
- Kosme de Barañano
- Iñigo Irureta
- Elena Cajaraville

## Producción
En noviembre de 2023, se anunció por primera vez que la directora y guionista Arantxa Aguirre estaba desarrollando el documental Ciento volando, sobre el escultor Eduardo Chillida. La actriz Jone Laspiur fue confirmada como la conductora del proyecto. El rodaje del proyecto tuvo lugar entre noviembre y diciembre de 2023 durante cuatro semanas, en localizaciones de San Sebastián, Hernani o Bilbao, especialmente en el museo Chilla Leku.

## Lanzamiento y marketing
En diciembre de 2023, se anunció por primera vez que la distribuidora A Contracorriente Films, que también era una de las productoras de proyecto, estrenaría Ciento volando en cines el 4 de octubre de 2024. Sin embargo, el 30 de agosto de 2024, se anunció que la película sería atrasada al 10 de enero de 2025, y también que tendría su estreno mundial en el Festival Internacional de Cine de San Sebastián el 22 de septiembre de 2024.